# Stupeň B1019 Falconu 9
Stupeň B1019 Falconu 9 je první stupeň rakety Falcon 9 vyráběné společností SpaceX, který úspěšně přistál, a to na pevnině na Landing Zone 1. Tento první stupeň poprvé a naposledy letěl 22. prosince 2015 při misi Orbcomm OG2 let 2, kdy vynášel jedenáct satelitů. Po renovaci byl vystaven před hlavním výrobním závodem SpaceX v Hawthorne v Kalifornii.

## Historie letů

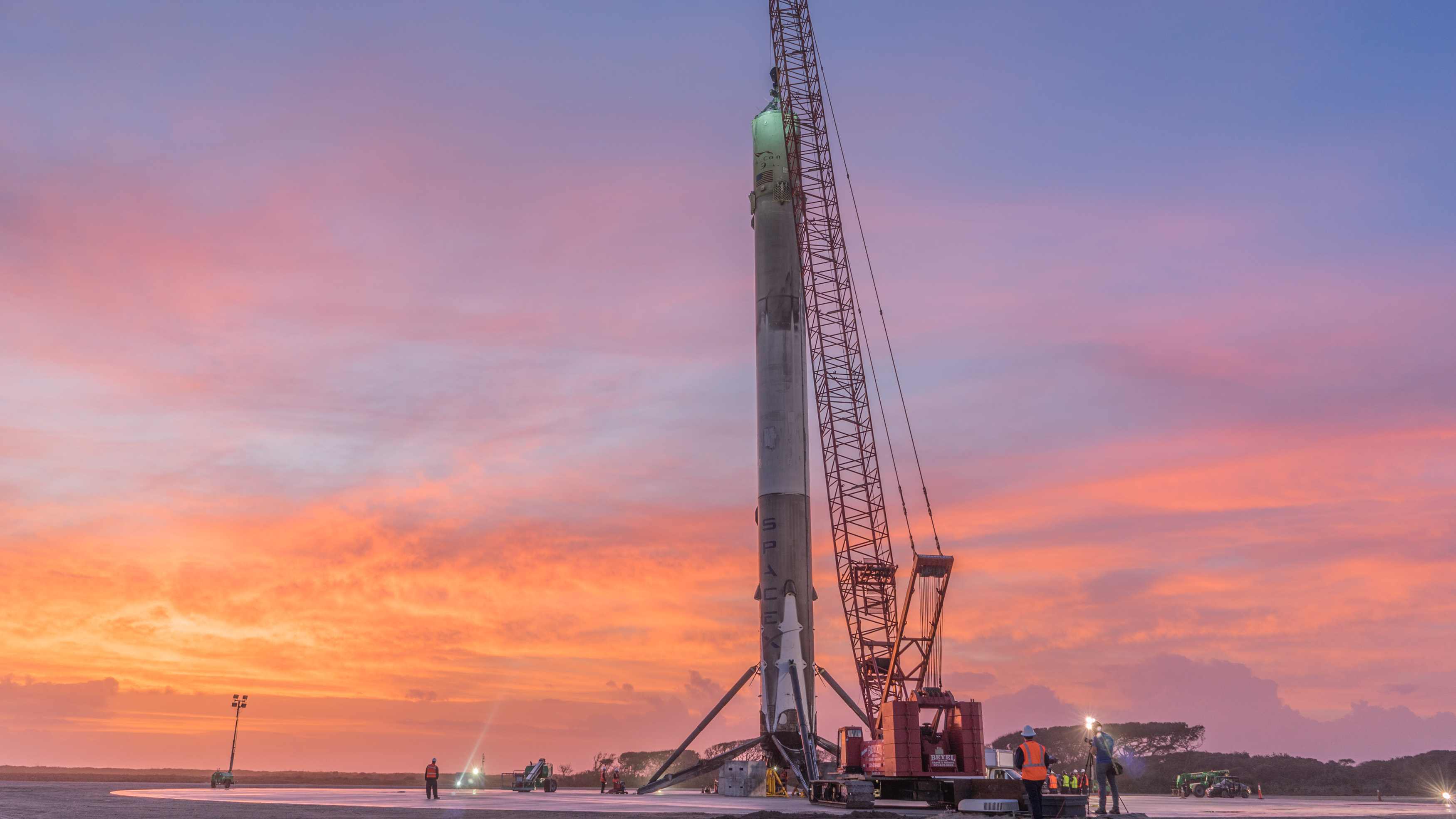
Stupeň B1019 po přistání

| Číslo použití | Datum startu (UTC) | Let číslo | Náklad            | Start | Místo startu | Přistání | Místo přistání | Poznámky                               |
| ------------- | ------------------ | --------- | ----------------- | ----- | ------------ | -------- | -------------- | -------------------------------------- |
| 1             | 22. prosinec 2015  | 20        | Orbcomm OG2 let 2 |       | CCAFS LC-40  |          | Landing Zone 1 | První úspěšné přistání prvního stupně. |